# Паралия Аясматос
Паралия Аясматос (на гръцки: Παραλία Αγιάσματος) е крайбрежно село в Гърция, дем Места (Нестос), административна област Източна Македония и Тракия. Според преброяването от 2001 година има 0 жители, а според преброяването от 2011 година има 80 жители.

## География
Селото е разположено на брега на морето и представлява плажът до село Аясма, северозападно от Керамоти, в равнинна местност, част от долното поречие на Места. Целият район представлява малък полуостров, създаден за милиони години от наносите на Места, който се врязва на около километър в Бяло море.